# Ecnomus cygnitus
Ecnomus cygnitus är en nattsländeart som beskrevs av Arturs Neboiss 1982. Ecnomus cygnitus ingår i släktet Ecnomus och familjen trattnattsländor. Inga underarter finns listade i Catalogue of Life.